# جون دبليو. شيلتون
جون دبليو. شيلتون (بالإنجليزية: John W. Shelton)‏ هو سياسي أمريكي، ولد في 8 أغسطس 1928، وتوفي في 1 أبريل 2014. حزبياً، نشط في الحزب الديمقراطي.